# Mellitus

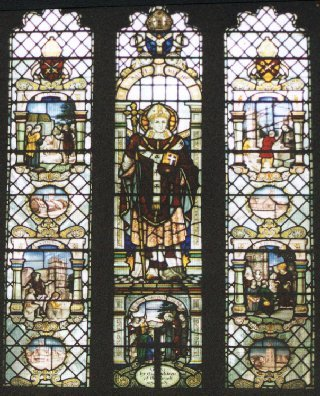
Zdobené okno znázorňující sv. Mellita v kostele sv. Marie v Prittlewellu

Mellitus (zemřel 24. dubna 624) byl jeden z členů gregoriánské misie vyslané papežem Řehořem Velikým, první londýnský biskup a třetí arcibiskup z Canterbury. Do Anglie byl vyslán roku 601 a byl doprovázen dalšími kněžími a misionáři, aby posílili křesťanskou misii, která již v Anglii byla. Roku 604 byl vysvěcen londýnským biskupem, ale po smrti svého ochránce, essexského krále Sæberhta v roce 616 byl donucen Londýn opustit a uprchnout z Británie do Galie. Do Anglie se vrátil o rok později, ale nikdy se nemohl vrátit do Londýna, protože obyvatelstvo zůstalo pohanské. Roku 619 byl Mellitus vysvěcen arcibiskupem canterburským. Je možné, že v tomto úřadu se zasloužil o záchranu canterburské katedrály a většiny města před požárem. Po své smrti roku 624 byl svatořečen.

## Mládí
Podle středověkého kronikáře Bedy Ctihodného měl Mellitus urozený původ a papež Řehoř Veliký o něm mluví jako o opatovi. Mellitus byl do Anglie vyslán papežem Řehořem Velikým v červnu 601 jako odpověď na žádost Augustina, prvního arcibiskupa z Canterbury, který žádal více duchovních, kteří by christianizovali Kentské království za vlády krále Æthelberhta. Mellitus se do Anglie vydal se skupinou misionářů, kteří s sebou přiváželi množství knih a podle Bedy Ctihodného i „všechno, co bylo zapotřebí k uctívání a službě církvi“. Canterburský kronikář z 15. století podává zprávy o množství knih dovezených do Anglie právě Mellitem, jež se v jeho době v Canterbury dosud nacházely, nicméně zkouška dochovaných rukopisů prokázala, že jediný možný exemplář od Mellita jsou Evangelia svatého Augustina, v současnosti se nalézající v Cambridgi.
Mellitova cesta z Itálie Galií vedla podle historika Iana Wooda přes místní biskupská města, tedy Vídeň, Arles, Lyon, Toulon, Marseille, Mety, Paříž a Rouen. Potvrzují to dochované dopisy papeže Řehoře místním biskupům, v nichž je žádal o podporu Mellitově skupině. Řehoř mimo jiné psal franským králům Chlotharovi II., Theuderichovi II., Theudebertovi II. společně s tím také Theudebertově a Theuderichově babičce Brunhildě, jež byla regentkou. Ian Wood tyto apely franským biskupům a královskému dvoru považuje za pokus zajistit větší podporu gregoriánské misii směřující do Anglie.

## Londýnský biskup

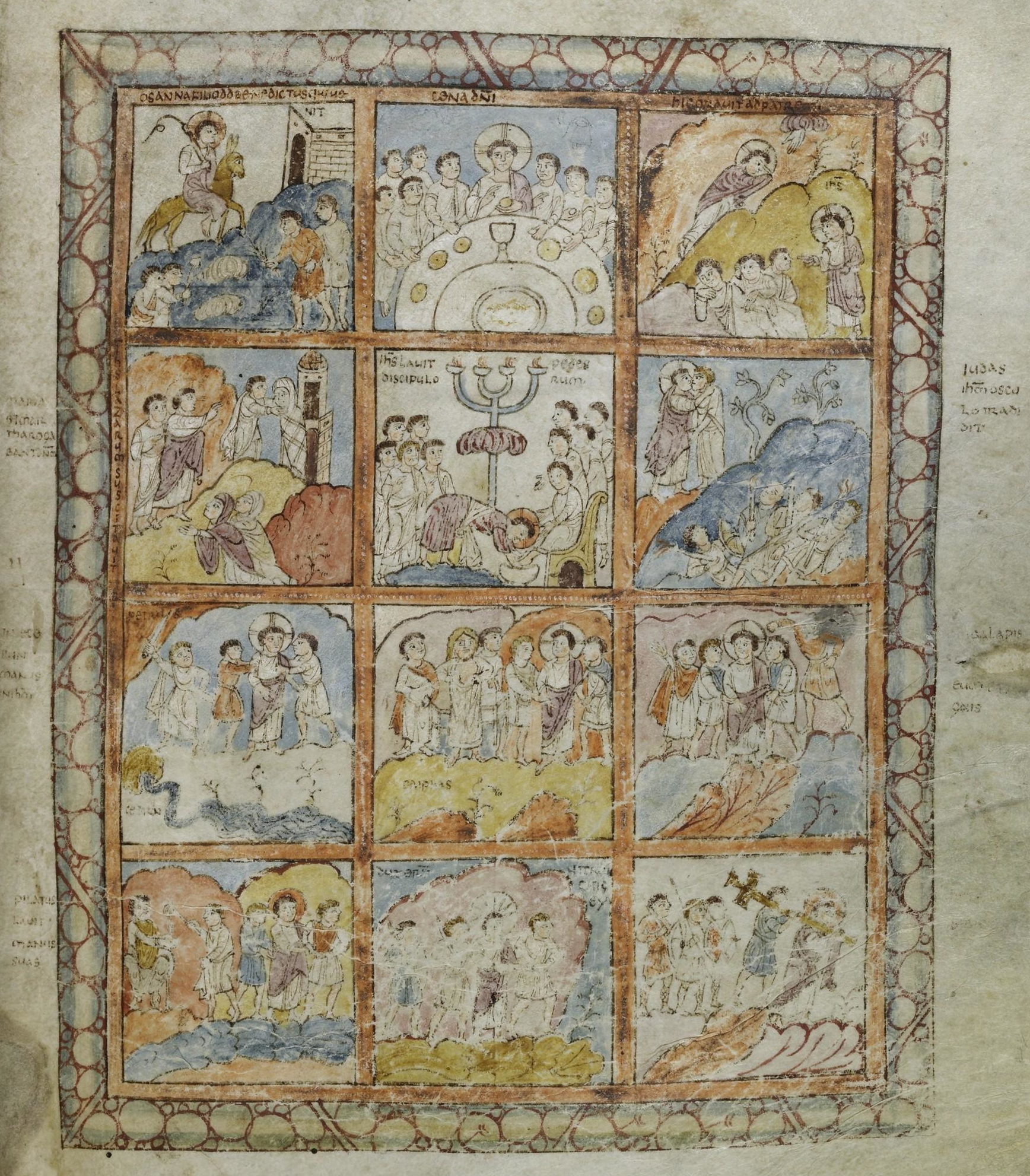
Výjev z Evangelia svatého Augustina, které do Anglie přinesl Mellitus

Mellitus byl v roce 604 Augustinem z Canterbury vysvěcen na biskupa na území Východních Sasů, jejichž hlavním městem byl Londýn, a učinil jej tak prvním londýnským biskupem. Mellitus pokřtil synovce kentského krále Æthelberhta, essexského krále Sæberhta, který tak zřízení biskupství schválil. Biskupský kostel byl však v Londýně založen pravděpodobně spíše králem Æthelberhtem, než králem Sæberhtem, avšak Æthelberhtův dekret, jímž daroval církvi půdu, je zřejmě padělek. Roku 610 se Mellitus zúčastnil biskupského koncilu v Itálii svolaného papežem Bomifácem IV. Bonifác IV. po Mellitovi do Anglie poslal dva dopisy, jeden pro krále Æthelberhta a jeho poddané a druhý pro Vavřince, druhého arcibiskupa z Canterbury. Rovněž Mellitus do Anglie s sebou přinesl výnosy z biskupského koncilu. Žádný originální dopis, ani dokument se nezachoval, dochovaly se pouze některé padělané exempláře pocházející z Canterbury ze 60. a 70. let 11. století. Společně s rochesterským biskupem Justem se Mellitus podepsal pod dopis Vavřince z Canterbury keltským biskupům, v němž keltské křesťany vyzýval, aby přijali římský způsob vypočítávání data Velikonoc.
V roce 616 byl Mellitus z Londýna vypuzen Sæberhtovými syny, kteří se hlásili k pohanství. Podle Bedy Ctihodného se tak stalo, protože odmítl žádost bratrů dát jim ochutnat hostii. Po smrti králů Sæberhta i Æthelberhta tak nezůstal žádný vlivný ochránce, který by římské misionáře podporoval. Mellitus tak odplul do Galie, ale již následujícího roku byl Vavřincem z Canterbury povolán zpět do Anglie. Protože Východní Sasové zůstali pohany, Mellitus se tak do Londýna již nevrátil.

## Arcibiskup z Canterbury a smrt

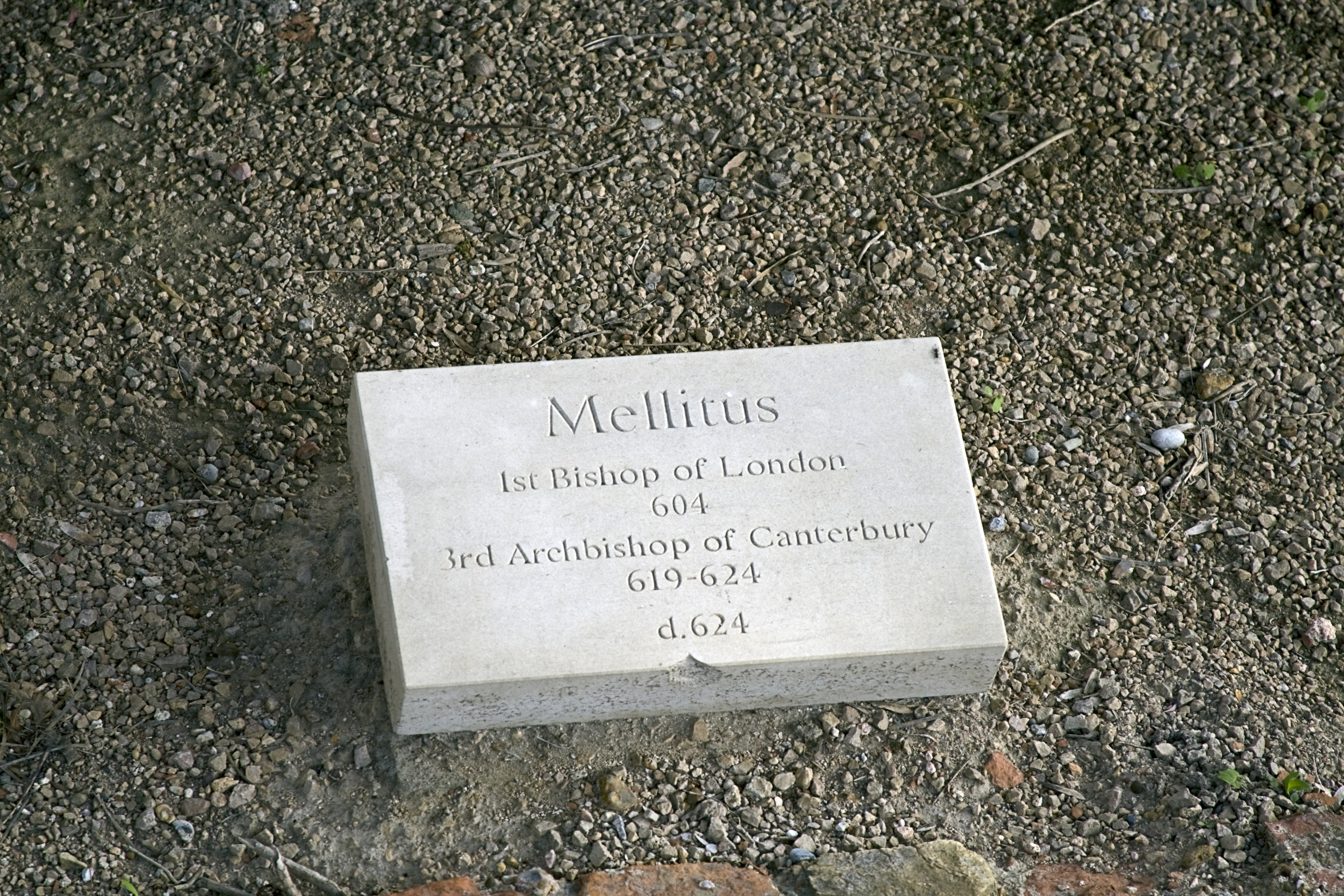
náhrobek sv. Mellita, třetího arcibiskupa z Canterbury a prvního anglosaského londýnského biskupa. Opatství v Canterbury

Po Vavřincově smrti Mellitus zaujal jeho místo a stal se tak v pořadí třetím canterbuským arcibiskupem. Řehoř Veliký se v dopise obrátil na Mellita, aby se vypořádal s místními pohanskými chrámy a zvyky a vybízel ho, aby pohanské chrámy byly znovu využity křesťany. Z roku 623, kdy byl Mellitus arcibiskupem, vykonal Mellitus pravděpodobně zázrak. Když v Canterbury vypukl požár a oheň se blížil ke katedrále, Mellitus jej údajně odklonil a katedrálu tak zachránil. Kromě tohoto zázraku se během doby, kdy byl Mellitus arcibiskupem, neudálo nic významného; Beda Ctihodný velebí Mellitovu zdravou mysl.
Mellitus zemřel 24. dubna 624 a ještě téhož dne byl v opatství svatého Augustina v Canterbury pohřben. Podle Bedy Ctihodného trpěl Mellitus dnou. Po své smrti byl Mellitus prohlášen za svatého, jeho svátek byl stanoven na výročí jeho smrti na 24. dubna. Ještě v roce 1120 byl v opatství sv. Augustina společně s dalšími místními svatými uctíván.